# División de Honor de rugby 2019-20

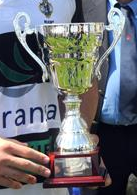
Trofeo entregado al campeón.

La División de Honor de rugby 2019-20 es la 53.ª edición de la competición. En esta edición, la competición prescinde del patrocinio de Heineken por conflicto de intereses con otros patrocinadores de algunos equipos de la competición. El torneo lo organiza la Federación Española de Rugby.

## Sistema de competición
El sistema de competición es una liga regular a dos vueltas (partidos de ida y vuelta) de 12 equipos. Los seis mejores clasificados al finalizar las veintidós jornadas de temporada regular se jugarán el título en los play-offs. Primer y segundo clasificados accederán directamente a semifinales mientras que tercero, cuarto, quinto y sexto, jugarán una fase previa para acceder a ellas. Este sistema da un total de 22 jornadas de liga y ciento treinta y dos partidos, más cinco de play-off, además de un partido especial para dirimir el ascenso o descenso de categoría de uno de los equipos (jugado entre el undécimo de División de Honor y el segundo de División de Honor B).

### Sistema de puntuación
- Cada victoria suma 4 puntos.
- Cada empate suma 2 puntos.
- Cuatro ensayos en un partido suma 1 punto de bonus ofensivo.
- Perder por una diferencia de siete puntos o inferior suma 1 punto de bonus defensivo.

### Ascensos y descensos
Desde la temporada 2011-2012 el sistema de ascensos y descensos es el siguiente:
- Descenso directo para el último clasificado al final de las veintidós jornadas.
- Promoción para el penúltimo clasificado al final de las veintidós jornadas.
- Ascenso directo del ganador de la eliminatoria de División de Honor B.
- Promoción de ascenso para el segundo clasificado de la eliminatoria.

## Equipos
| Equipo                      | Ciudad                                | Estadio                       | Entrenador                  | Proveedor  | Patrocinador                         |
| --------------------------- | ------------------------------------- | ----------------------------- | --------------------------- | ---------- | ------------------------------------ |
| Ciencias Cajasol Olavide    | Sevilla                               | I. D. La Cartuja              | Manuel Mazo                 | Sportvet   | Cajasol Universidad Pablo de Olavide |
| Aldro Energía Independiente | Santander                             | Campo de San Román            | Tristán Moziman             | Kappa      | Aldro Energía                        |
| Bathco RC                   | Santander                             | Campo de San Román            | Agustín Rodríguez           | Amura      | Bathco                               |
| SilverStorm El Salvador     | Valladolid                            | Campos de Pepe Rojo           | Juan Carlos Pérez           | Adidas     | SilverStorm                          |
| UBU-Colina Clinic           | Burgos                                | C. D. San Amaro               | David Martín                | BLK        | Universidad de Burgos                |
| VRAC Quesos Entrepinares    | Valladolid                            | Campos de Pepe Rojo           | Diego Merino                | Joma       | Queserías Entrepinares               |
| FC Barcelona                | Barcelona                             | La Teixonera                  | Javier Soler                | Nike       | Fundación FC Barcelona               |
| UE Santboiana               | San Baudilio de Llobregat (Barcelona) | Estadi Baldiri Aleu           | Ricard Martinena            | Kappa      | Hyundai                              |
| Complutense Cisneros        | Madrid                                | Estadio Nacional Complutense  | Valentín Telleriarte        | Kappa      | Universidad Complutense de Madrid    |
| Lexus Alcobendas Rugby      | Alcobendas (Madrid)                   | Campo de Las Terrazas         | José Ignacio Tiki Inchausti | Canterbury | Lexus                                |
| AMPO Ordizia                | Ordicia (Guipúzcoa)                   | Estadio Municipal de Altamira | Iñigo Marotias              | Canterbury | AMPO                                 |
| Hernani CRE                 | Hernani (Guipúzcoa)                   | Landare Toki                  | Patrick Polidori            | Viator     | Diputación Foral de Guipúzcoa        |

### Equipos por comunidades autónomas
Como en casi todas las competiciones oficiales de rugby en España, se puede apreciar como la mayoría de los equipos pertenecen a zonas del norte de España, con la excepción del Ciencias Fundación Cajasol, equipo que juega en la ciudad de Sevilla.
| Comunidad autónoma  | N.º | Equipos                                                            | Mapa |
| ------------------- | --- | ------------------------------------------------------------------ | --- |
| Castilla y León     | 3   | SilverStorm El Salvador UBU-Colina Clinic VRAC Quesos Entrepinares | UBU-Colina Clinic Ciencias Fundación Cajasol Hernani CRE UE Santboiana Complutense Cisneros AMPO Ordizia Sanitas Alcobendas FC Barcelona VRAC Quesos Entrepinares SilverStorm El Salvador Aldro Energía Independiente Bathco RC |
| Cantabria           | 2   | Aldro Energía Independiente Bathco RC                              | UBU-Colina Clinic Ciencias Fundación Cajasol Hernani CRE UE Santboiana Complutense Cisneros AMPO Ordizia Sanitas Alcobendas FC Barcelona VRAC Quesos Entrepinares SilverStorm El Salvador Aldro Energía Independiente Bathco RC |
| Cataluña            | 2   | FC Barcelona UE Santboiana                                         | UBU-Colina Clinic Ciencias Fundación Cajasol Hernani CRE UE Santboiana Complutense Cisneros AMPO Ordizia Sanitas Alcobendas FC Barcelona VRAC Quesos Entrepinares SilverStorm El Salvador Aldro Energía Independiente Bathco RC |
| Comunidad de Madrid | 2   | Complutense Cisneros Lexus Alcobendas Rugby                        | UBU-Colina Clinic Ciencias Fundación Cajasol Hernani CRE UE Santboiana Complutense Cisneros AMPO Ordizia Sanitas Alcobendas FC Barcelona VRAC Quesos Entrepinares SilverStorm El Salvador Aldro Energía Independiente Bathco RC |
| País Vasco          | 2   | AMPO Ordizia Hernani CRE                                           | UBU-Colina Clinic Ciencias Fundación Cajasol Hernani CRE UE Santboiana Complutense Cisneros AMPO Ordizia Sanitas Alcobendas FC Barcelona VRAC Quesos Entrepinares SilverStorm El Salvador Aldro Energía Independiente Bathco RC |
| Andalucía           | 1   | Ciencias Fundación Cajasol                                         | UBU-Colina Clinic Ciencias Fundación Cajasol Hernani CRE UE Santboiana Complutense Cisneros AMPO Ordizia Sanitas Alcobendas FC Barcelona VRAC Quesos Entrepinares SilverStorm El Salvador Aldro Energía Independiente Bathco RC |

## Clasificación
| | Equipo                         | J  | G  | E | P  | PF  | PC  | DP   | EF | EC | BO | BD | Puntos |
| --- | ------------------------------ | -- | -- | - | -- | --- | --- | ---- | -- | -- | -- | -- | ------ |
| 1 | VRAC Quesos Entrepinares       | 17 | 14 | 1 | 2  | 535 | 293 | 242  | 72 | 35 | 9  | 1  | 68     |
| 2 | SilverStorm El Salvador        | 17 | 14 | 0 | 3  | 506 | 304 | 202  | 71 | 37 | 7  | 3  | 66     |
| 3 | Lexus Alcobendas Rugby         | 17 | 12 | 0 | 5  | 485 | 398 | 87   | 61 | 46 | 5  | 3  | 56     |
| 4 | AMPO Ordizia RE                | 17 | 11 | 1 | 5  | 542 | 339 | 203  | 65 | 42 | 4  | 5  | 55     |
| 5 | UE Santboiana                  | 17 | 9  | 1 | 7  | 447 | 436 | 11   | 62 | 54 | 3  | 2  | 43     |
| 6 | FC Barcelona                   | 17 | 8  | 3 | 6  | 431 | 438 | -7   | 55 | 59 | 1  | 3  | 42     |
| 7 | Aldro Energía Independiente RC | 17 | 8  | 1 | 8  | 459 | 486 | -27  | 57 | 63 | 1  | 4  | 39     |
| 8 | UBU-Colina Clinic              | 17 | 7  | 2 | 8  | 411 | 454 | -43  | 55 | 56 | 2  | 1  | 35     |
| 9 | Ciencias Cajasol Olavide       | 17 | 5  | 0 | 12 | 344 | 460 | -116 | 45 | 61 | 3  | 3  | 26     |
| 10 | Complutense Cisneros           | 17 | 5  | 0 | 12 | 330 | 449 | -119 | 34 | 55 | 1  | 4  | 25     |
| 11 | Bathco RC                      | 17 | 3  | 1 | 13 | 365 | 412 | -47  | 41 | 50 | 2  | 7  | 23     |
| 12 | Hernani CRE                    | 17 | 1  | 0 | 16 | 271 | 657 | -386 | 34 | 94 | 0  | 4  | 8      |
| Fuente: Federación Española de Rugby: Clasificación de la División de Honor Masculina; actualización automática |                                |    |    |   |    |     |     |      |    |    |    |    |        |

Debido a la Pandemia de COVID-19 en España la Federación Española de Rugby decidió dar por terminada la temporada con 17 jornadas disputadas, descendiendo directamente el Hernani CRE y ascendiendo el Getxo RT por ser el mejor primero (por diferencia de puntos anotados) de los tres grupos de la segunda categoría. También se decidió que el campeón fuese el VRAC Quesos Entrepinares y que no se disputase eliminatoria de promoción, por lo que el Bathco RC se mantuvo una temporada más en la competición.